# IOP Publishing
IOP Publishing (antérieurement Institute of Physics Publishing) est la société de publication de l'Institute of Physics, organisme à but non lucratif consacré au développement de la physique. Les excédents  de gestion sont destinés aux travaux de l'institut.
Les publications comportent revues, livres, comptes-rendus de conférences, magazines et sites web. La société a son siège à Bristol et des  agences régionales à Philadelphie, Washington, Mexico, Pékin, Tokyo, Moscou, Saint-Pétersbourg et Sydney. Elle fut la première à utiliser le web pour la diffusion de Classical and Quantum Gravity en 1994, pratique généralisée à partir de 1996.

## Revues
IOPscience publie les revues suivantes :
- 2D Materials
- Advances in Natural Sciences: Nanoscience and Nanotechnology
- Applied Physics Express
- Biofabrication
- Bioinspiration & Biomimetics
- Biomedical Materials
- Biomedical Physics & Engineering Express
- Chinese Physics B
- Chinese Physics C
- Chinese Physics Letters
- Classical and Quantum Gravity
- Communications in Theoretical Physics
- Computational Science & Discovery
- Convergent Science Physical Oncology
- EPL (Europhysics Letters)
- Environmental Research Letters
- European Journal of Physics
- Flexible and Printed Electronics
- Fluid Dynamics Research
- Inverse Problems
- Izvestiya: Mathematics
- Japanese Journal of Applied Physics
- Journal of Breath Research
- Journal of Cosmology and Astroparticle Physics
- Journal of Geophysics and Engineering
- Journal of Instrumentation
- Journal of Micromechanics and Microengineering
- Journal of Neural Engineering
- Journal of Optics
- Journal of Physics A: Mathematical and Theoretical
- Journal of Physics B: Atomic, Molecular and Optical Physics
- Journal of Physics D: Applied Physics
- Journal of Physics G: Nuclear and Particle Physics
- Journal of Physics: Condensed Matter
- Journal of Radiological Protection
- Journal of Semiconductors
- Journal of Statistical Mechanics: Theory and Experiment
- Laser Physics
- Laser Physics Letters
- Materials Research Express
- Measurement Science and Technology
- Methods and Applications in Fluorescence
- Metrologia
- Modelling and Simulation in Materials Science and Engineering
- Nanotechnology
- New Journal of Physics
- Nonlinearity
- Nuclear Fusion
- Physica Scripta
- Physical Biology
- Physics Education
- Physics in Medicine & Biology
- Physics-Uspekhi
- Physiological Measurement
- Plasma Physics and Controlled Fusion
- Plasma Science and Technology
- Plasma Sources Science and Technology
- Publications of the Astronomical Society of the Pacific
- Quantum Electronics
- Quantum Science and Technology
- Reports on Progress in Physics
- Research in Astronomy and Astrophysics
- Russian Chemical Reviews
- Russian Mathematical Surveys
- Sbornik: Mathematics
- Semiconductor Science and Technology
- Smart Materials and Structures
- Superconductor Science and Technology
- Surface Topography: Metrology and Properties
- The Astronomical Journal
- The Astrophysical Journal
- The Astrophysical Journal Letters
- The Astrophysical Journal Supplement Series
- Translational Materials Research

Certains de ces journaux sont publiés en coopération avec d'autres sociétés, par exemple avec l'Union américaine d'astronomie pour les journaux d'astrophysique.

## Livres
IOP Publishing a vendu en 2005 sa division de publications de livres (comportant la marque Adam Hilger) à Taylor & Francis. La société a lancé un programme de livres numériques en 2012, prolongé en 2014 en coopération avec l'Union américaine d'astronomie.